# Amarna Miller
Amarna Miller (née Marina), née à Madrid le 29 octobre 1990, est une écrivaine, mannequin, réalisatrice, productrice et ancienne actrice de films pornographiques espagnole.
Son nom de scène est une combinaison du nom d'une région orientale du Nil appelée Amarna et du nom de l'écrivain Henry Miller.

## Biographie
Amarna Miller a grandi dans le quartier de Vallecas (Madrid), où elle a passé la majeure partie de son enfance dans l’ancienne maison de son arrière-grand-mère.
Amarna Miller est diplomée des Beaux Arts de l’université européenne de Madrid.
Pendant ses études, elle développe un intérêt pour la photographie et réalise des photos érotiques de ses amies. Elle fonde ensuite sa propre boîte de production pornographique, Omnia-X, afin d’y réaliser et interpréter ses propres scènes.
Consciente du lien étroit entre sa vie sexuelle personnelle et professionnelle, et du danger affectif que cela pourrait représenter, elle s’impose des règles : « Une de mes règles personnelles est de faire seulement à l'écran ce que j'apprécie réellement dans ma vie privée ». Amarna Miller se considère comme une artiste. Elle s’épanouira dans son métier pendant cinq années durant lesquelles sa créativité se développe. Riche de ses expériences, Amarna Miller passe aussi derrière la caméra, réalisant des scènes pornographiques qui se veulent esthétiques et également pour s’opposer à cette industrie dont elle ne partage pas les idées sur beaucoup d’aspects.
Actuellement, Amarna Miller vit à Los Angeles, aux États-Unis.
Elle a été nommée aux AVN Awards 2016 et 2017.
En 2016, elle participe a un spot publicitaire pour le Salon de l’érotisme espagnol.

## Positionnement féministe sur la sexualité et le cinéma pornographique
Amarna Miller se définit comme féministe et revendique une approche personnelle de la sexualité fondée sur la liberté individuelle, le consentement et la diversité des représentations. Dans ses interviews, elle critique la standardisation de la pornographie mainstream, qu’elle juge répétitive et dominée par des récits hétéronormés. Elle dénonce notamment l’image stéréotypée de la femme comme figure insatiable, facilement accessible et motivée uniquement par l’argent, qu’elle considère comme déconnectée de la réalité.
Elle milite pour ce qu’elle appelle une pornographie éthique, défendant une représentation plus nuancée de la sexualité, et appelle à soutenir les productions indépendantes qui proposent des perspectives alternatives. Elle affirme également que la soumission peut être une forme de liberté lorsqu’elle est choisie, et déplore la hiérarchisation implicite des fantasmes dans l’industrie, où certains désirs sont marginalisés au profit de normes dominantes.

### La pornographie : un autre possible
Amarna Miller: "Il semble hypocrite que le sexe soit omis dans toutes les œuvres prétendument artistiques".

### Une critique de la pornographie « pour femmes »
Amarna Miller critique ouvertement la pornographie dite « féministe » ou « pour femmes » : très esthétique, très douce et romantique. En opposant cette pornographie, dédiée spécialement aux femmes, au reste de la pornographie, on crée alors un stéréotype de la femme qui serait « douce », « sensible », « romantique » et à l'inverse, l'homme qui serait « brutal » et « violent ».

#### Victimisation et blâme de l'actrice pornographique : une protection nécessaire pour les travailleurs du sexe
Amarna Miller définit le « véritable féminisme pornographique » comme celui de l’égalité lors des tournages des films. Elle affirme être engagée contre la proposition 60, projet de loi en Californie qui obligerait les acteurs porno à porter des préservatifs systématiquement sous peine de poursuites.
Amarna Miller lutte aussi contre la victimisation de l'actrice pornographique. Elle s'indigne en effet devant la croyance affirmant que la femme ne serait pas de son plein gré dans le monde de la pornographie et subirait cette position – nécessitant alors une protection - alors que l'homme est perçu comme agissant de son plein gré et tout à fait apte à se protéger par lui-même.

## Littérature / Ouvrages
En 2015, elle a publié son premier livre, Manual de psiconáutica, chez Lapsus Calami. Le prologue a été écrit par Nacho Vigalondo et l'épilogue par Luna Miguel. Le livre mêle poésie et photographie. Elle le définit comme « mon labyrinthe, mes recoins, mon moi le plus intime».

## Apparitions dans les médias
Elle a été interviewée dans le programme Al rincón de pensar de la chaîne de télévision Antena 3, et dans le programme de radio indépendante Carne Cruda,.
Elle apparaît également dans les magazines:
- Couverture Mongolia en 2016
- Couverture Interviú en 2014
- Couverture Primera Línea en 2014
- Couverture Bad Skin Magazine en 2013
- Article dans  Doze Magazine  en 2010

Et des interviews ont été réalisées pour des sites web tels que :
- Jot Down en 2015[18]
- Erebus en 2015[19]
- La caja de música en 2015[20]

## Filmographie sélective

### Scènes lesbiennes
- 21 naturals (“Ruby”)
- Amateur Allure
- Black Mind Films
- Black River Productions
- Dorcel
- Fake Taxi
- Fake Agent UK
- Joybear
- Killergram
- X-Art
- XConfessions

### Scènes hétérosexuelles
- Abbywinters ("Carmina")
- Ariel Rebel
- BB Doll
- Crashpadseries
- Ersties
- Penthouse
- Pussykat
- RedDevilX
- Female Agent
- Lesbea
- Viv Thomas
- XConfessions

### Courts-métrages
- Dream Girl
- Ellas
- Entremeses
- Mater suspiria vision
- Lacrimarum
- Room number four

## Prix et nominations
- 2017, TEA Award - Meilleure actrice
- 2015, 2016, Ninfa Award - Meilleur site web personnel
- 2014, Ninfa Award - Meilleure actrice de l'année
- 2016, 2017, Nommée aux AVN Awards - "Female Foreign Performer of the Year"
- 2016, Nommée aux TEA Awards - Meilleure scène TS de l'année
- 2015, Nommée aux DDF Awards - "BDSM sex goddess"